# Староольшанское сельское поселение
Староольшанское сельское поселение — упразднённое муниципальное образование в Семилукском районе Воронежской области.
Административный центр — село Старая Ольшанка.

## История
30 ноября 2009 года было произведено слияние Староведугского и Староольшанского сельских поселений в единое Староведугское сельское поселение.

## Административное деление
В состав поселения входят:
- село Старая Ольшанка
- село Поляна